# Poslední tajemství Jana T.
Poslední tajemství Jana T. je český dobrodružný román pro mládež od Jaroslava Velinského, vydaný roku 2003. Jedná se o jeden z pokusů (seriózně) navázat na stínadelskou trilogii Jaroslava Foglara. V knize vystupují Rychlé šípy a další postavy známé z jejich příběhů, jakož i několik postav nových.

## Okolnosti vzniku knihy
Samotný Foglar zamýšlený čtvrtý závěrečný díl stínadelské historie napsat nestihl. Nezávisle na něm se o to však ještě za jeho života pokusili dva jeho ctitelé. V 80. letech 20. století sepsal Josef „Grifin“ Červinka román Poselství ze Stínadel. Jaroslav Velinský, v dětství krátce člen Foglarova skautského oddílu a jeho velký obdivovatel, začal s kamarádem psát svůj příběh již roku 1949, ale posléze jej odložil, a po korespondenci s Jaroslavem Foglarem v 80. letech jej začal přepracovávat tak, aby nekolidoval s připravovaným Tajemstvím Velkého Vonta. Novou verzi příběhu, nyní navazující ne na druhou, nýbrž na třetí Foglarovu knihu, dopsal v prosinci 2002 a v následujícím roce publikoval.
Jaroslav Foglar ani jeden z těchto textů neautorizoval, ale naopak se ještě před smrtí (r. 1999) pokusil napsat svůj vlastní finální příběh, pracovně označovaný Budou se Stínadla bourat? nebo také Kdo byl Jan Tleskač? Z příběhu se zachoval jen velmi hrubý nástin dvou dějových linií. Jako první je obě srovnal a společně jejich obsah publikoval Miloš Dvorský roku 2010 ve své literárněvědné monografii Mýtus zvaný Stínadla.

## Děj
Ve Stínadlech pod vedením Otakara Losny a jeho sdružení Žlutý květ vládne klid, mír a harmonické vztahy s dětmi z okolních čtvrtí. Rychlé šípy ve svém TAM-TAMu avizují, že zveřejní poslední tajemství z Tleskačova deníku, což vyprovokuje někoho ze Stínadel, aby se k nim vloupal, ukradl jim kroniku a vydíral je. Rychlým šípům se při záchraně kroniky podaří nečekaně získat ježka v kleci – jiného, než má v držení Velký Vont. V jeho útrobách najdou plíšek s tajemnou šifrou. Ukáže se, že jejich stínadelským protivníkem je tajemná skupina zvaná Netopýři, kterou vede jejich odvěký nepřítel Mažňák a která chce, aby ve Stínadlech opět zavládl strach a násilí. Losna, zaneprázdněný rodinnými těžkostmi, těmto tendencím nedokáže účinně vzdorovat a situace ve čtvrti se vyhrocuje. Rychlé šípy svým pátráním postupně odhalují celou historii Jana Tleskače a obou ježků v kleci, a nakonec se dostanou i k tolik hledanému plánu létacího kola. Chybí však na něm jedna podstatná součástka, jejíž popis by měl být ukryt na místě, kam odkazuje šifra z druhého (ale zřejmě původního) ježka. V klíčové říční bitvě s Netopýry Rychlé šípy zvítězí díky pomoci dívčího spolku Amazonek, který s nimi dříve soupeřil (v Tajemství Velkého Vonta). Pak se podaří Netopýry a jejich stoupence porazit i v celých Stínadlech – Velkým Vontem je zvolena Martina Ramouzová, charismatická dívka podporovaná Žlutým květem, Rychlými šípy a dalšími zastánci míru. Je to zároveň dcera zámečníka Ramouze, od něhož si Tleskač kdysi koupil kolo, které se snažil přestavět na létací stroj. Když je situace ve Stínadlech zachráněna, Rychlé šípy se konečně vydávají najít úkryt posledního dílku Tleskačova plánu. Na místě však zjistí, že byl stavebními pracemi zničen a Tleskačovo kolo se tak už nikdy nepodaří postavit.

## Koncepce
Jaroslav Velinský se z úcty k Jaroslavu Foglarovi zcela držel jeho vyprávěcího stylu a postupů, výsledné dílo je tak velmi blízké skutečným foglarovkám, obsahuje typický humor i napětí. V textu se často odkazuje na postavy a události ze Stínadelské trilogie i komiksů, čímž Velinský pečlivě zasazuje děj do kontextu fiktivní historie Stínadel a Rychlých šípů a snaží se o objasnění co nejvíce záhad, které Foglar nechal otevřené. Je věcí názoru, do jaké míry jsou jeho vysvětlení problematická, a lze jen spekulovat, nakolik odpovídají představám samotného Foglara.
Od foglarovského stylu se Velinský nicméně odlišil v několika ohledech:
- Datace. Zatímco Foglarova trilogie byla časově umístěna jen neurčitě (a Miloš Dvorský vyvozuje, že se jedná o léta 1940–1943), Velinský zřejmým náznakem datuje děj svého románu už do podzimu 1938. K období Mnichova a nastupující československé druhé republiky jasně odkazuje promluva Karla Nekoly v závěru knihy: "Naše těžce zkoušená vlast vás potřebuje – a mnohé z vás možná brzy zavolá do mnohem těžšího boje, než jaký jste podstoupili za vítězství své spravedlivé myšlenky!" Dále je řečeno, že Tleskačova tragická smrt se odehrála roku 1913 (přestože tento rok nesouhlasí s kalendářem v Tleskačově deníku uvedeným v knize Záhada hlavolamu - nejbližším možným rokem je 1911). Konečně je dáno i přesné datum Tleskačova narození – 11. listopadu 1897 – a také jeho pravé jméno.
- Role dospělých. Ve Foglarových knihách a zejména stínadelských dobrodružstvích slouží dospělí spíše jen jako stafáž, součást prostředí. Ve Velinského příběhu je sice stále ústředními postavami pubertální mládež, ale významně se děje účastní i nezvyklé množství dospělých osob (pan Ramouz, lodník Ferry, strážník Usměvavý, komisař Sadílek, Široko-Nekola).
- Role dívek. Foglarovy romány jsou až na výjimky (Historie Svorné sedmy) ryze chlapecké, dívky se buď nevyskytují vůbec, nebo jen okrajově. Ve Velinského příběhu patří mezi klíčové postavy kamarádky Tonča Sedlářová a Martina Ramouzová, které inspirují dívčí hnutí ve Stínadlech i okolních čtvrtích, a tato „emancipace“ vyvrcholí tím, že Martina je zvolena Velkým Vontem. Velinský však svým způsobem jen dále a hlouběji rozvíjí Foglarovo uvedení dívek do děje třetího dílu Tajemství Velkého Vonta (Amazonky, Tonča).